# Henrik Larsen
Henrik Larsen (Kongens Lyngby, 17 de mayo de 1966) es un ex-futbolista danés que jugaba en la demarcación de centrocampista. Además fue entrenador de fútbol.

## Selección nacional
Hizo su debut con la selección de fútbol de Dinamarca el 8 de febrero de 1989 en un partido del Torneo Internacional de Malta contra Malta que finalizó con un resultado de 0-2 a favor del combinado danés tras el gol de Lars Elstrup y otro del propio Larsen. Además disputó la Eurocopa 1992, en la cual salió campeón, y la Eurocopa 1996. También jugó varios partidos de la clasificación para la Copa Mundial de Fútbol de 1994, aunque finalmente no pudo clasificar para el Mundial.

### Participaciones en la Eurocopa
| Eurocopa      | Sede       | Resultado      | Partidos | Goles |
| ------------- | ---------- | -------------- | -------- | ----- |
| Eurocopa 1992 | Suecia     | Campeón        | 4        | 3     |
| Eurocopa 1996 | Inglaterra | Fase de grupos | 3        | 0     |

### Goles internacionales
| # | Fecha                   | Estadio                                    | Oponente          | Gol | Resultado | Competición                                          |
| - | ----------------------- | ------------------------------------------ | ----------------- | --- | --------- | ---------------------------------------------------- |
| 1 | 8 de febrero de 1989    | Estadio Nacional Ta' Qali, Ta' Qali, Malta | Malta             | 0-2 | 0–2       | Torneo Internacional de Malta 1989                   |
| 2 | 17 de junio de 1992     | Swedbank Stadion, Malmö, Suecia            | Francia           | 1–0 | 2-1       | Eurocopa 1992                                        |
| 3 | 22 de junio de 1992     | Estadio Ullevi, Gotemburgo, Suecia         | Países Bajos      | 1–0 | 2–2       | Eurocopa 1992                                        |
| 4 | 22 de junio de 1992     | Estadio Ullevi, Gotemburgo, Suecia         | Países Bajos      | 2–1 | 2–2       | Eurocopa 1992                                        |
| 5 | 18 de noviembre de 1992 | Windsor Park, Belfast, Irlanda del Norte   | Irlanda del Norte | 0-1 | 0-1       | Clasificación para la Copa Mundial de Fútbol de 1994 |

## Clubes

### Como futbolista
| Club                | País       | Año       | Partidos | Goles |
| ------------------- | ---------- | --------- | -------- | ----- |
| Hellerup IK         | Dinamarca  | 1983-1984 | 26       | 2     |
| Lyngby BK           | Dinamarca  | 1985-1990 | 134      | 3     |
| Pisa SC             | Italia     | 1990-1991 | 33       | 1     |
| Lyngby BK           | Dinamarca  | 1991-1992 | 29       | 5     |
| Pisa SC             | Italia     | 1992-1993 | 8        | 0     |
| Aston Villa FC      | Inglaterra | 1993      | 0        | 0     |
| SV Waldhof Mannheim | Alemania   | 1993-1994 | 33       | 5     |
| Lyngby BK           | Dinamarca  | 1994-1996 | 54       | 18    |
| FC Copenhagen       | Dinamarca  | 1996-1999 | 57       | 6     |

### Como entrenador
| Club            | País        | Año       |
| --------------- | ----------- | --------- |
| Ølstykke FC     | Dinamarca   | 2000-2002 |
| Islas Feroe     | Islas Feroe | 2002-2005 |
| Holbæk B&I      | Dinamarca   | 2006      |
| Køge Boldklub   | Dinamarca   | 2006-2008 |
| Lyngby Boldklub | Dinamarca   | 2008-2009 |